# موسم صيف السعودية 2020
موسم صيف السعودية 2020 هو برنامج سياحي أطلقته الهيئة السعودية للسياحة في الفترة من 25 يونيو إلى 30 سبتمبر 2020م تحت شعار «تنفس»، بهدف إتاحة الفرصة لاكتشاف الوجهات السياحية المتعددة في المملكة العربية السعودية، وتعزيز جهود وزارة السياحة الرامية إلى إنعاش القطاع السياحي الأكثر تأثرا من تداعيات أزمة جائحة فيروس كورونا.

## الوجهات
ركز موسم صيف السعودية 2020 على عشر وجهات سياحية في السعودية هي: الرياض، الشرقية، تبوك، الباحة، عسير، جدة، الطائف، ينبع، أملج، مدينة الملك عبدالله الاقتصادية.

## الفعاليات
اشتمل الموسم على 100 باقة منوعة للوجهات السياحية خصصتها هيئة السياحة عبر الموقع الإلكتروني «روح السعودية» للأفراد والأسر والسياح وضمت خيارات متنوعة، مثل الرحلات والأنشطة البحرية والبرية والرياضات الجبلية إلى جانب رحلات اليوم الكامل لاستكشاف البحر والسواحل والجزر بالمملكة.

## رحلات الكروز
أطلقت رحلات سفن الكروز السياحية الفاخرة (الكروز) في سواحل البحر الأحمر للمرة الأولى في المملكة وذلك ضمن موسم صيف السعودية «تنفس»، حيث دعت الهيئة السعودية للسياحة أشهر شركات السفن السياحية في العالم، لتسيير هذه السفن بمسارات متنوعة ومحطات توقف مختلفة، كما تم التنسيق مع وزارة الصحة وكافة الجهات المعنية، لاعتماد الإجراءات والبروتوكولات الصحية واتخاذ اللازم عند الحاجة وذلك لضمان سلامة جميع السياح.

## جائحة فيروس كورونا
اقتصرت خطة الموسم على السياحة الداخلية بسبب استمرار إغلاق المنافذ البرية وتعليق الرحلات الدولية ضمن الإجراءات الاحترازية التي قامت بها الحكومة السعودية للحد من انتشار فيروس كورونا. كان تنشيط الموسم السياحي أحد أولويات عودة الحياة إلى طبيعتها بعد أيام قليلة على رفع إجراءات تعليق الأنشطة ومنع التجول في مناطق المملكة بسبب الجائحة في 21 يونيو 2020.

### بروتوكولات خاصة
وضعت السعودية عددا من البروتوكولات الخاصة بالوقاية من جائحة فيروس كورونا بالتزامن مع عودة الحياة إلى طبيعتها، ومن ضمنها بروتوكولات خاصة بأنشطة الترفيه صيغت بالتعاون مع مركز «وقاية» التابع لوزارة الصحة، وتم إطلاقها من قبل وزارة السياحة.

## السياحة في السعودية
تعد السياحة أحد القطاعات ذات النمو السريع في السعودية، وأحد المحاور المهمة لرؤية السعودية 2030، وعملت السعودية على تنفيذ عمليات تطوير شاملة لمنظومة القطاع السياحي، شملت عددا من المشاريع الكبرى، وتحديث وتطوير البنية التحتية، وتأهيل المواقع السياحية والتراثية، والارتقاء بقطاع الإيواء ووكالات السفر والخدمات السياحية، وتطوير الأنشطة والفعاليات في المواقع السياحية، فضلاً عن تنمية الموارد البشرية السياحية. في 27 سبتمبر 2019 استحدثت السعودية، للمرة الأولى في تاريخها، تأشيرة سياحية تتيح لجميع مواطني دول العالم القدوم إليها على مدار العام وفق تنظيمات جديدة تضمنت إمكانية الحصول على التأشيرة إلكترونيا أو عند الوصول لأحد منافذ الدخول، كما لا تشترط إلزامية وجود المرافق للمرأة، أو ضرورة لبسها للعباءة، مع وجوب التقيد بالنظام والذوق العام.